# 黑色沙漠
《黑色沙漠》是一款沙盒大型多人在線角色扮演遊戲，開發商是韓國的Pearl Abyss（中文：珍艾碧絲），自2010年開始開發，2013年10月開始封測，在韓國及日本分別於2014年12月17日與2015年5月8日展開公測。遊戲採用開發商自己的“黑色沙漠”引擎和免費模式，主要將在Windows平台發售，同時開發商也聲稱在與索尼電腦娛樂商談PlayStation 4版本事宜。
黑色沙漠由Kakao Games於2017年5月24日在Steam平台上發售。由於官方並非採用全球統一版本的做法，而是不同地區不同版本，購買Steam版本遊戲的玩家，無法與其他伺服器相通，在此之前Steam途徑之外的帳號內容皆無法在Steam上沿用。
黑色沙漠採取主流奇幻設定，整個遊戲的故事背景建立在卡爾佩恩共和國和瓦倫西亞王國的衝突之上。

## 故事背景
欲用黑石維持政權的有卡爾佩恩共和國、瓦倫西亞王國與梅迪亞，其中卡爾佩恩與瓦倫西亞有貿易關係，但傳染病從瓦倫西亞傳至卡爾佩恩，使得當地居民不斷死亡，於是卡爾佩恩與鄰近國家合作報復傳染病的根源國家瓦倫西亞，戰爭持續了31年。戰爭結束後，卡爾佩恩為了與瓦倫西亞重啟貿易，便委託兩國中間的國家梅迪亞進行轉口貿易。但是梅迪亞已在瓦倫西亞與卡爾佩恩的戰爭中累積大量財富，並已使用黑色沙漠出產的黑石達到國強兵壯的狀態。卡爾佩恩為了牽制強盛的梅迪亞並搶走他們的黑石，便向他們宣戰。
故事一開始有四個國家，分別是Calpheon（卡爾佩恩共和國）、Balenos（巴雷諾斯）、Serendia（賽林迪亞）和Media（梅迪亞），這四個國家與Valencia（瓦倫西亞王國）進行貿易，問題的起源起於瓦倫西亞王國的商人，周遊四國的商人在四處傳播黑死病。由於「黑死病」的爆發，各國的皇室家族、貴族和平民都紛紛受感染而死亡，無論是死去的人還是懷疑受感染的人都被驅逐或被處決。最終，王室和貴族的權力被削弱，倖存下來的貴族感受到威脅，因為在人們眼中自己跟貴族已經沒多大分別了，因此貴族決定以瓦倫西亞王國為敵來鞏固國家的秩序。艾爾利恩教的祭司煽動人們說，四國爆發黑死病是因為瓦倫西亞王國的煉金術士在鍛造強大的「黑石」，四個國家便組成聯盟向瓦倫西亞王國宣戰。瓦倫西亞王國因戰爭的關係，鮮血滴落，因此又被稱為「血紅沙漠」。
其後瓦倫西亞王國發表聲明，指他們的國民也受黑死病感染而死亡，自此聯盟就被人們當成笑話嘲笑。戰爭持續肆虐了30年，從中獲益最多的是梅迪亞，他們比其他國家更早意識到「黑石」的價值，梅迪亞收購了大量由聯盟在「黑色沙漠」所收集到的「黑石」，而非向聯盟提供貨物和武器。其他國家暫時還不知道「黑石」的價值，所以他們以低廉的價格進行交易。30年來，梅迪亞透過與聯盟和瓦倫西亞王國進行交易累積財富和力量。
最終，征伐瓦倫西亞王國的戰爭失敗，並在第31年結束。戰爭期間，發生了幾件壞事，包括沙塵暴、普根族佔據了納嘎族在沼澤的棲息地、獸人和食人魔的遷移、聯盟的崩潰讓野蠻部落入侵到內陸、掠奪增加。戰後，聯盟其餘三國政府的財政狀況十分脆弱，於是他們在梅迪亞的幫助下與瓦倫西亞王國進行貿易。在貿易過程中，他們路經梅迪亞並發現梅迪亞的國力變得十分強大。梅迪亞以前只是個以貿易為主的國家，現在擁有高科技的武器。他們很快發現是因為「黑石」的緣故，於是各國開始採集起「黑石」，但是卡爾佩恩共和國國內沒有能提煉出「黑石」的礦石，所以發動戰爭來掠奪他國的「黑石」成為唯一的選擇。

## 角色職業
角色職業與性別綁定，部份職業男女皆有，職業相同的角色戰鬥技能大部分相似，但角色動作不會完全一樣。達到56級後可使用覺醒武器，相同職業的男性與女性覺醒武器技能與類型完全不同，增加了角色獨特性。

## 遊戲系統
遊戲是無接縫完全開放的世界，因此在地圖上移動若沒有特別的網路傳輸等錯誤，都不會有需要進入某個區域必須讀取的情況。也沒有傳送門的設計，玩家僅能靠步行及坐騎等交通工具在廣大的世界中移動。

### 人物
人物本身設計上有許多移動方式，除了基本的跑步、走路、衝刺、跳躍外，還有蹲下、匍匐等等能夠自我隱藏的動作，而也有與環境互動的動作，例如在水中可以游泳，靠近牆壁可以做出靠牆等待、攀登及坐在牆垣與物件上的動作，攀登的動作只要不是過於陡峭高聳的地形落差，找得到攀登點，幾乎沒有到不了的地方，也因此可以尋找某些秘境，再利用拍攝模式拍攝美麗的遊戲風景。
攻擊系統方面，採用的是無鎖定的攻擊方式，技能都有其攻擊判定的範圍，而輸入技能的方式，除了傳統MMORPG慣用的快捷鍵外，幾乎每個技能都有獨特的按鍵組合，因此可使用其組合使出技能(例如：Shift+左鍵=A技能、左右鍵同時按=B技能)，習慣這種操作模式可以快速且直覺的使用技能。

### 升級系統
黑色沙漠的升級系統相當多樣化，除了傳統的角色等級外，還分有貢獻度、技能、能量值。除了這些主要項目之外，在角色清單中還有相當多的生活技能及鍛練技能可依照使用次數來提升等級。

#### 角色等級
獲得角色經驗值的途徑相當多，除了主要的戰鬥取得外，實行生活技能也能取得角色經驗值，這樣的設計是讓玩家能充分體驗遊戲中多元的要素，而不是只限於打怪練級。等級的提升會給予角色體力及能量的最大值，及一些技能點數。儘管如此，此遊戲的系統幾乎全部依賴戰鬥，透過打怪以外方法練級幾乎不可能。例如遊戲提供幾乎最高經驗值的任務 "梅迪亞三劍客"，亦僅為打怪十多分鐘所獲得的經驗量。
等級是影響戰鬥能力的最大要素之一，黑色沙漠的技能成長非常大，因此缺乏等級幾乎是百戰百敗。另外黑色沙漠設有等差機制，一定的等級差距會令到低等級一方的攻擊幾乎無法命中高等級的一方。因此傾向戰鬥的玩家必須花時間提升等級。
目前黑色沙漠角色等級無上限，已知由50級後，每升一級所需經驗為上一級的兩倍。普遍戰鬥玩家等級立於60至61之間。在沒有經驗加成下，由等級1提升至等級60約需刷怪180小時。
另外可使用遊戲內的經驗加成道具來提升所獲得的經驗量，大部分經驗加成道具無法疊加，但也有特例，例如可使用里程購買的530%經驗加成書。

#### 技能點
給予戰鬥技能配點的點數，主要透過從打怪取得技能經驗值累積於記量表，當記量表累積完也會給予一定量的技能點數。亦可以從部份任務獎勵及角色升級取得微量技能點。
黑色沙漠技能點數無上限，只要有足夠的技能點，則可將技能樹點滿。

#### 能量值
在執行一些行動如對話交流、採集、議價...等生活相關技能時會消耗不同數量的能量值，目前使用的角色能量值在每3分鐘會回復1點，其他不在使用中的角色則是每1小時回復1點，而在家中使用床鋪睡覺時可以加速能量值的回復，也有一些任務獎勵會回復能量點數。提升能量最大值的方式取得知識有關，知識的取得除了地域的探索外，還包括角色所接觸的新物品、新敵人、新的NPC...等知識，因此整個黑色沙漠世界能探索的新知識相當龐大相當多，隨著知識的取得愈多，能量最大值也會相對應的提升。
能量值的最大用途為手動採集資源，以及透過NPC帕吉歐（俗稱黑商）隨機抽取稀有物品之用。

#### 貢獻度
貢獻度主要用於城鎮房屋相關的租用、連接貿易生產據點、物品租用，在取消歸還租借後可以回收點數。貢獻度取得的方式為透過完成NPC任務中的獎勵取得經驗值，或繳交生產時獲取的副產物。累積滿貢獻度經驗值計量表即可獲得1點貢獻度。

#### 親密度系統
在跟某些NPC互動時，除了基礎的對話與任務交接用途之外，一些NPC能夠透過親密度的提升而提供特定的知識或是特殊效果，甚至是特殊商店，購買親密度限定的物品時會消耗一定的親密度，而有些NPC則會要求玩家與特定的NPC親密度達到一定的高度之後才能與其談話。

## 台服事件

### 駿馬之亂
2019年，【邀請好友拿獎勵】活動誤發、官方處理不當，引起玩家不滿。因作業人員的疏失誤發送的道具為8世代馬牌，該道具為黑色沙漠研究室的專用馬牌。官方發現後在不事前告知的情況下，緊急回收了誤發放的道具，馬匹上的馬具或置放於坐騎背包中的道具也一併進行了回收。冒險家於馬市場購買誤發放獎勵時所消耗的銀幣透過信件發還，並將使用誤發送的獎勵馬匹進行交配後生產的小馬進行回收，返還交配時所使用的銀幣至郵箱中，而玩家花時間訓練誤發的馬並沒有任何補償。除此之外，【邀請好友拿獎勵】活動獎勵其他獎勵，如價值禮包、倉庫擴張券道具亦有發錯，補償、官方道歉都遲了7天。官方向外宣稱已向負責人追究責任並變更其職務，所有業務都必須向其主管負責人進行最終確認後才予以進行。

## 外部連結
- 韓國官方網站 （页面存档备份，存于）
- （日語）日本官方網站 （页面存档备份，存于）
- （俄文）俄羅斯官方網站
- （英文）歐美官方網站 （页面存档备份，存于）
- （繁體中文）台灣官方網站[]，現地址：黑色沙漠官方網站
- （英文）東南亞官方網站 （页面存档备份，存于）

### 外部媒體
- YouTube上的Black Desert 2nd CBT teaser - Character Customizing System
- YouTube上的Black Desert First Official Trailer
- YouTube上的BlackDesert 2nd Trailer
- YouTube上的Black Desert - Boss Battle Scene